# Macapá
Macapá er en storby i den nordlige del af Brasilien med omkring 442.933 (2022) indbyggere. Den er hovedstad i den brasilianske delstat Amapá. Ækvator passerer tværs gennem byen.